# Kwitang
Kwitang is een plaats (wijk) - (kelurahan) in het bestuurlijke gebied Senen, Jakarta Pusat (Centraal-Jakarta) in de provincie Jakarta, Indonesië.  De plaatsp telt 14.306 inwoners (volkstelling 2010).